# Шоштарич, Марио
Марио Шоштарич (хорв. Mario Šoštarić; род. 25 ноября 1992, Словень-Градец) — хорватский гандболист, выступает за гандбольный клуб «Пик» и сборную Хорватии по гандболу (с 2023 года). Серебряный призёр чемпионата мира 2025 года. Участник летних Олимпийских игр 2024 года.

## Карьера

### Клубная
Марио Шоштарич начал свою профессиональную карьеру в 2009 году в словенском клубе «Горенье Веленье». С этой командой дошёл до 1/8 финала Кубка ЕГФ 2009/10 годов и четвертьфинала Лиги чемпионов ЕГФ 2010/11 годов.
Два года играл за словенский «Браник Марибор», с которым дошёл до четвертьфинала Кубка вызова ЕГФ 2011/12 и Кубка ЕГФ 2012/13 годов. С 2013 года снова выступал за «Веленье». В Лиге чемпионов ЕГФ 2013/14 команда вместе с Шоштаричем вышла в 1/8 финала.
С сезона 2016/17 годов играет за венгерский клуб первого дивизиона «Пик». Вместе с этим клубом выиграл чемпионат Венгрии в 2018, 2021 и 2022 годах и Кубок Венгрии в 2019 году.

### Международная карьера в сборной
Марио Шоштарич прошел через все юношеские сборные Словении и неизменно входил в число лучших бомбардиров. За взрослую сборную Словении сыграл 36 матчей, в которых забил 69 голов. Свой последний поединок за Словению Марио провёл в матче за бронзу на чемпионате Европы 2020 года, который словенцы проиграли.
13 марта 2023 года Шоштарич дебютировал за сборную Хорватии в матче против Нидерландов.
В августе 2024 года был включён в состав Хорватии на Олимпийский турнир по гандболу. Сборная Хорватии, сыграв пять матчей не смогла выйти из группы А, а игроки команды завершили участие в турнире.
В начале 2025 года принял участие в играх чемпионата мира. Сборная Хорватии стала серебряным призёром турнира, а Марио Шоштарич вошёл в состав символической сборной чемпионата как лучший правый крайний игрок.

## Награды
- Орден Хорватской звезды с ликом Франьо Бучара (10 марта 2025 года)[5]